# 소년 십자군

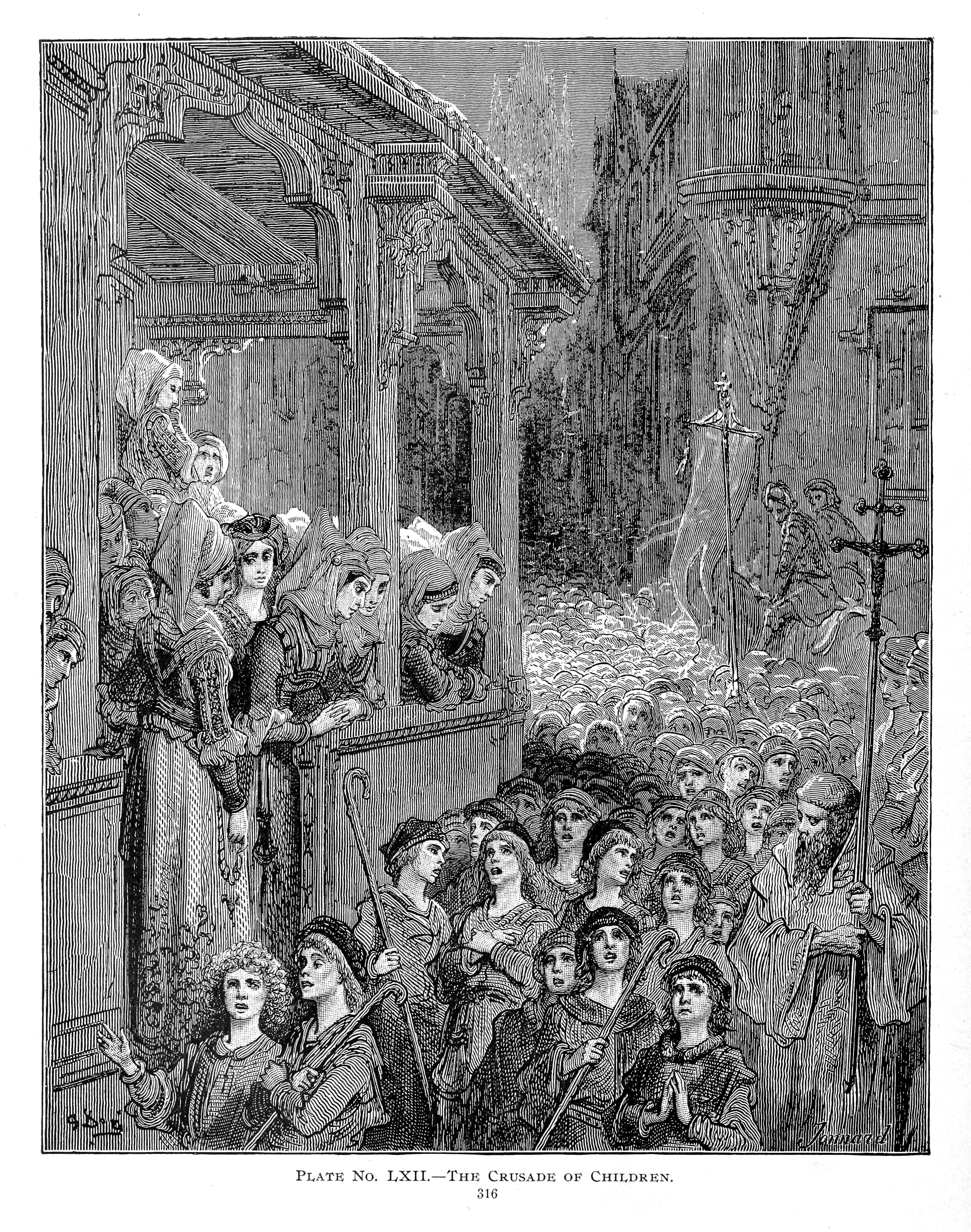

소년 십자군(少年十字軍)은 1212년경 프랑스와 독일에서 일어난, 실패한 십자군 운동이다. 이 십자군은 당시 교황 인노첸시오 3세에게 승인받은 적이 없었다. 독일의 경우는 도중에 저지당했으나 프랑스의 소년들은 도중에 마르세유의 상인들에 의해서 이집트에 노예로 팔려버렸다. 이 이해할 수 없는 사건은 십자군의 권설(勸說)을 위해 교황이 파견한 설교사들에 의해 자극된 이상하리만큼 열광적인 당시 사회의 분위기를 증명하고 있다.

## 같이 보기
- 민중 십자군